# Parafia św. Wojciecha w Rogowie
Parafia Świętego Wojciecha w Rogowie – rzymskokatolicka parafia w Rogowie, należąca do dekanatu koneckiego w diecezji radomskiej.

## Historia
- Rogów wymieniany był w XIV w. jako własność rodziny Odrowążów, w XV w. Tobiasza z Końskich herbu Odrowąż, na początku XVI w. Tobiasza z Rogowa, a od 1577 Modliszowskich. W administracji kościelnej należał do parafii św. Mikołaja w Końskich. Dojazdowy punkt katechetyczny zorganizowano na przełomie lat 1969 -1970 staraniem ks. Jana Kozińskiego i ks. Marcelego Prawicy. Tymczasowa kaplica drewniana została rozbudowana z domu katechetycznego w 1986 staraniem ks. Andrzeja Piotrowskiego. Poświęcił ją 23 kwietnia 1987 ks. inf. Wojciech Staromłyński. W tym też roku parafię erygował bp Edward Materski. Teren pod budowę częściowo wykupiono, a częściowo ofiarowali nieodpłatnie parafianie. Kościół został zbudowany w latach 1988 - 1997 staraniem ks. Andrzeja Piotrowskiego i ks. Jana Podsiadło. Poświęcony został 27 kwietnia 1997 przez bp. Edwarda Materskiego. Jest wzniesiony z czerwonej cegły.

## Proboszczowie
- 1986 - 1992 - ks. Andrzej Piotrowski
- 1992 - 2011 - ks. kan. Jan Podsiadło
- 2011 - nadal - ks. Kazimierz Granowicz

## Terytorium
- Do parafii należą: Czysta, Młynek, Rogów, Końskie - Stary Młyn[1].